# Михайловка (Цівільський район)
Миха́йловка (рос. Михайловка, чув. Михайловка) — присілок у складі Цівільського району Чувашії, Росія. Входить до складу Михайловського сільського поселення.
Населення — 517 осіб (2010; 539 у 2002).
Національний склад:
- чуваші — 96 %